# Ејжа Карера
Ејжа Карера (енгл. Asia Carrera), рођена 6. августа 1973, бивша је америчка порно глумица.

## Биографија
Ејжа Карера је рођена у Њујорку од оца Јапанца и мајке Немице и најстарија је од њихово четворо деце. Детињство је провела у Литл Силверу, држава Њу Џерзи. Као дете учила је клавир и два пута наступала у Карнеги холу пре него што је напунила 15 година. Са 17 година је побегла од куће зато што су родитељи вршили велики притисак на њу. Члан је Менсе.
Током раних деведесетих наступала је по клубовима као го-го играчица. После сликања за један порно магазин, снимила је демо порно-филм 1993. Крајем те године преселила се у Калифорнију да би постала порно глумица, а 2003. се повукла из посла.
Писала је сценарије, продуцирала и режирала филмове у којима је глумила. Такође је била задужена и за шминку и фризуре других глумица у тим филмовима. Једном приликом је изјавила да је своје уметничко презиме узела по глумици Тији Карере (Tie Carrere).
Године 1996. удала се за Бада Лија, режисера порно-филмова. Развели су се 2003. године али су остали добри пријатељи. Убрзо после развода, поново се удала, овога пута за нутриционисту Дона Лемона који је 2006. године погинуо у саобраћајној несрећи у Лас Вегасу. Са њим је 2005. године добила ћерку Каталину и сина Доналда Едварда Трећег који се родио непуна два месеца после очеве смрти.